# دوار افقيرن (بني بوزكو الجبل)
دوار افقيرن هو دُوَّار يقع بجماعة تنشرفي، إقليم تاوريرت، جهة الشرق في المملكة المغربية. ينتمي الدوّار لمشيخة بني بوزكو الجبل التي تضم 22 دوار. يقدر عدد سكانه بـ 495 نسمة حسب الإحصاء الرسمي للسكان والسكنى لسنة 2004.

## روابط خارجية
- البوابة الوطنية للجماعات الترابية نسخة محفوظة 12 مارس 2018 على موقع واي باك مشين.
- المندوبية السامية للتخطيط